# Лимсозеро
Лимсозеро — озеро на территории Юшкозерского сельского поселения Калевальского района Республики Карелии.

## Общие сведения
Площадь озера — 8,6 км², площадь водосборного бассейна — 731 км². Располагается на высоте 114,5 метров над уровнем моря.
Форма озера лопастная, продолговатая: оно вытянуто с северо-запада на юго-восток. Берега изрезанные, каменисто-песчаные, местами заболоченные.
Через озеро протекает река Кепа, впадающая в озеро Кулянъярви, через которое протекает река Кемь. Также с севера в Лимсозеро впадает река Кетаноя.
К юго-западу от озера проходит автодорога местного значения 86К-3 («Р21 Автомобильная дорога Р-21 „Кола“ — Калевала — Лонка»).
Код объекта в государственном водном реестре — 02020000911102000005957.